# Gianpiero Vincenzo
Gianpiero Vincenzo (Napoli, 16 marzo 1961) è un sociologo, critico d'arte, islamista e docente italiano.

## Biografia
Nasce a Napoli e termina gli studi superiori a Treviso. A 18 anni compie il primo lungo viaggio nel nord Africa per scoprire le radici religiose e culturali del Mediterraneo. Studia con Umberto Eco al DAMS di Bologna, dove si laurea con Claudio Meldolesi, nel 1986, con una tesi sulla sociologia del teatro e della cultura nella Napoli della prima metà del XIX secolo.
Giornalista dal 1988, ha collaborato alle principali testate italiane, in particolare al settimanale Famiglia Cristiana. 
Ha curato mostre d'arte contemporanea e pubblicato cataloghi dʼarte, saggi accademici e romanzi. Il Libro disceso dal Cielo (Salani 2005), il suo primo romanzo storico, è stato tradotto in cinque lingue, compreso il turco.
Dopo aver insegnato molti anni all'Università Federico II di Napoli, dal 2010 è docente di "Discipline sociologiche" presso lʼAccademia di Belle Arti di Catania.

## Critica dʼarte
Nel 1986 inizia una collaborazione con la rivista dʼarte Flash Art. Collabora col critico Filiberto Menna e con artisti italiani e internazionali. È fra i curatori della mostra itinerante (Groninger Museum, Stedelijk Museum Amsterdam, Museum voor Sierkunst Gent, Kunstverein Karlsruhe) sul design italiano Memphis 1981-1988, organizzata nel 1989 da Andrea Murnik e curata da Paul ter Hofstede per il Museo di Groninga (Groninger Museum).
Dal 1989 al 1991 è consulente artistico della Fiera di Milano per le prime due edizioni della biennale Esposizione Internazionale d'Arte Contemporanea.

## Simbolismo e Islam
In contatto con esponenti del mondo islamico, come Osman Nuri Topbaş di Istanbul, si dedica allo studio delle dottrine orientali. 
Nel 1987 è tra i fondatori del Centro Studi Metafisici di Milano, che riunisce intellettuali cristiani e musulmani nella prospettiva dello studio dei principi dottrinali delle tradizioni abramiche. Nel 1990 aderisce allʼIslam. 
Partecipa a seminari e incontri in Europa e in Oriente con studiosi cristiani, ebrei e musulmani, sostenendo lʼidentità delle differenti tradizioni religiose e insistendo sulla ricerca di un'intesa tra i popoli.

### Comunità islamica
Nel 2007 entra a far parte dellʼAssemblea Generale della Grande Moschea di Roma. Come delegato di quest'ultima, partecipa in Vaticano al primo Forum Cattolico-Islamico (novembre 2008), proponendo la costituzione di un Comitato cattolico-musulmano permanente, che coordini risposte alle situazioni di conflitto e ad altre situazioni di emergenza.L'anno successivo diventa presidente dellʼassociazione Intellettuali Musulmani Italiani fondata a Roma.

## Carriera accademica
Nel 1999 è invitato da Mario Tedeschi a insegnare presso la cattedra di Diritto ecclesiastico della Facoltà di Giurisprudenza dellʼUniversità di Napoli Federico II, occupandosi di Diritto islamico e di Sociologia delle Religioni. Dal 2005 al 2009 insegna presso la nuova cattedra di Diritti confessionali, che ha contribuito a istituire. 
Nel 2006 è tra i fondatori della rivista Diritto e Religioni, diretta da Mario Tedeschi, insieme anche al sociologo Gregorio Kaczynski. Dal 2010 Gianpiero Vincenzo insegna a Catania, inaugurando la prima cattedra di Discipline sociologiche aperta nelle Accademie di Belle Arti italiane.
A partire dal 2013 è uno dei responsabili del Fondo arte dell'accademia etnea.

### Attività istituzionale
Durante la XV legislatura coordina la nascita del Dipartimento Solidarietà e del Dipartimento Dialogo Interreligioso presso il Gruppo misto del Senato della Repubblica (gennaio 2007/aprile 2008). Nella successiva legislatura viene chiamato dalla commissione Affari Costituzionali del Senato a svolgere una ricerca sui ghetti urbani in Italia.

## Saggistica e letteratura
Partendo dalle lezioni napoletane, pubblica Islam, Lʼaltra civiltà (Mondadori 2001), in cui viene messo in risalto il ruolo del diritto e dei fondamenti spirituali nella società islamica. Negli stessi anni scrive anche il romanzo Il Libro disceso dal Cielo (Salani 2005), basato sulla figura storica di Zayd Ibn Thabit, il redattore della prima copia “canonica” del Corano. Il romanzo è tradotto in cinque lingue e più volte ristampato soprattutto in Turchia. 
Nel 2011, pubblica Lʼaltro Islam, insieme a Karim Mezran, docente presso il Middle East Policy Council e la Johns Hopkins University di Washington, presentando il lavoro sociologico e filosofico di intellettuali musulmani come al-Farabi e Ibn Khaldun.

## Ricerche recenti
Si occupa del rapporto tra consumismo, ritualismo quotidiano e produzione culturale, anche attraverso progetti come Fieramente (insieme a Salvo Russo e agli studenti dellʼAccademia di Catania), volto alla rivalutazione della Fiera di Catania, uno dei più antichi suq mediterranei.
Ha pubblicato uno studio sulla nascita del consumismo e i suoi rapporti con la cultura del XX secolo: New Ritual Society, consumismo e cultura nella società contemporanea, nell'ambito della prima collana di manuali per le accademie, pubblicata dalla casa editrice Fausto Lupetti.
Più recentemente ha ulteriormente sviluppato lo studio dei rituali sociali per arrivare a ripensare la natura umana alla luce della prospettiva simbolica indicata già da Ernst Cassirer con il “Saggio sull’uomo” (1944): da qui "l’Ordine rituale e la Società digitale" (2021).
Nei suoi interventi in cataloghi di mostre e progetti culturali, si definisce un “critico sociale dell'arte". In tal senso conduce indagini sulla produzione artistica, letteraria e cinematografica della Sicilia orientale.

## Opere principali
- L'Ordine rituale e la Società digitale. Saggio sulla natura umana, Mimesis 2021
- Starbucks a Milano e l'Effetto Don Chisciotte, Meltemi 2019.
- New Ritual Society. Consumerism and Culture in the Contemporary Era, Cambridge Scholars Publishing, 2018.
- New Ritual Society, (Collana Accademie, Fausto Lupetti editore, dicembre 2013.
- Fieramente, estetica popolare nel cuore di Catania, Cavallotto edizioni, Catania 2011.
- L'altro Islam, (insieme a Karim Mezran), Rubbettino Editore, Soveria Mannelli 2011 (saggio di sociologia delle religioni e filosofia della politica).
- The History of Islam in Italy in The Other Muslims, moderate and secular, a cura di Zeyno Baran, Palgrave Macmillan, New York 2010.
- Quale modello di integrazione in Italia?, Diritto e Religioni, n. 2 – 2009.
- Islamica, crisi e rinnovamento di una civiltà, Pellegrini Editore, 2008.
- La Comunità Islamica in Comunità e soggettività, Pellegrini Editore, Cosenza 2006.
- Il Libro disceso dal Cielo, Salani, (tradotto in spagnolo, portoghese, olandese, tedesco e turco), Milano 2005.
- Islam, lʼaltra civiltà, Mondatori, Milano 2001.